# Eisenbahnverkehr in China

Chinesisches Eisenbahnnetz

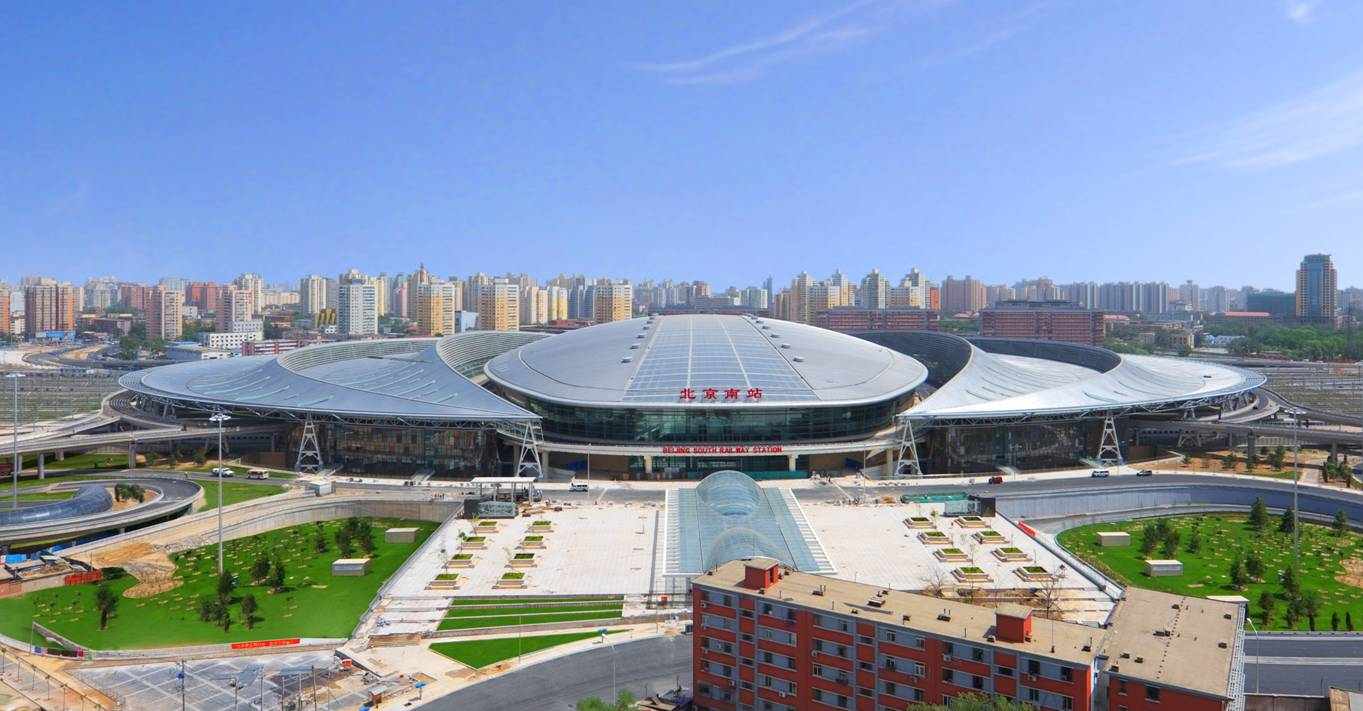
Der Fernbahnhof Peking Süd

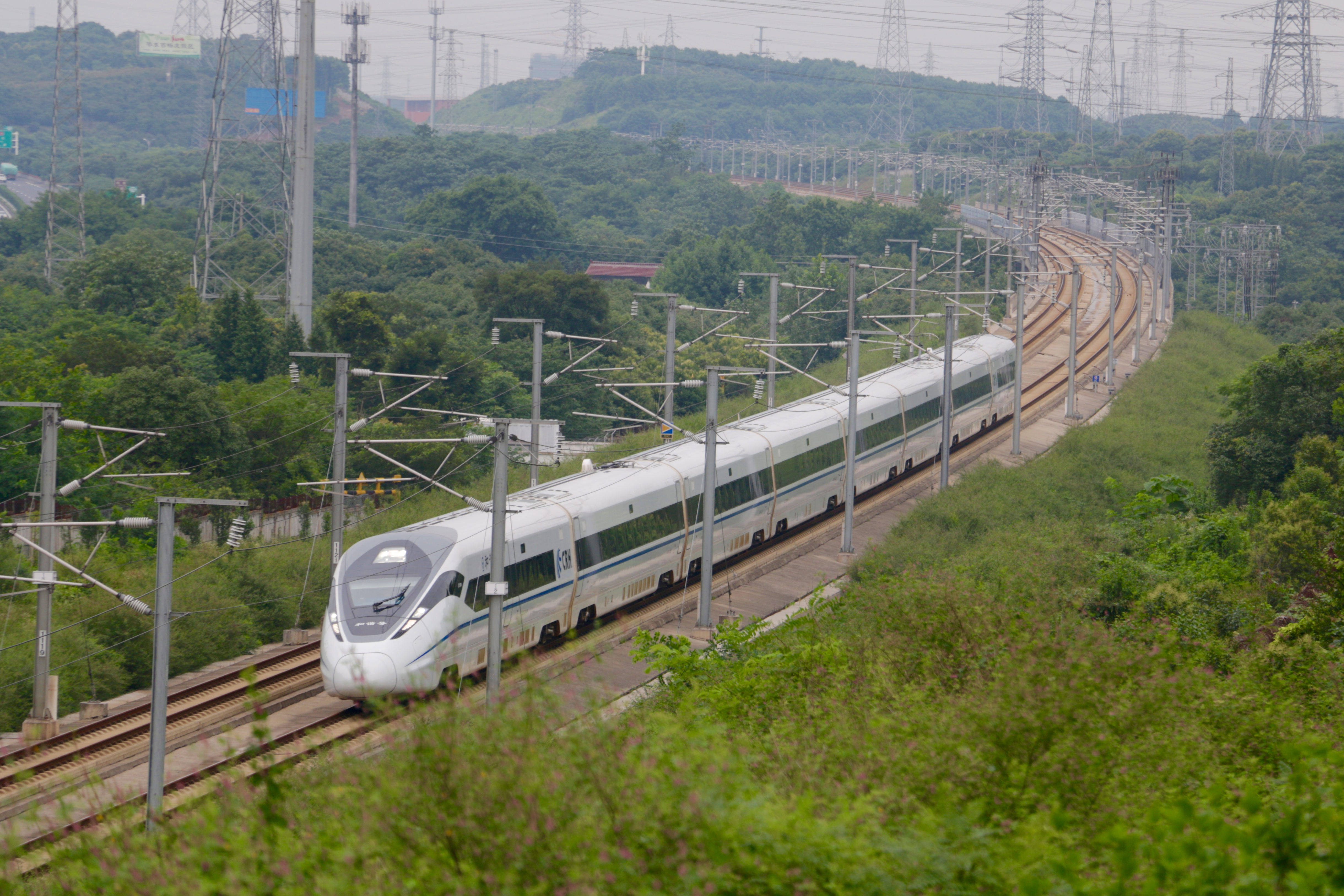
Hochgeschwindigkeitszug (CRH 380D)

Der Eisenbahnverkehr in der Volksrepublik China wird überwiegend von der China Railway (CR) betrieben, der Staatsbahn der Volksrepublik China.

## Verkehrsgeografie
Der Eisenbahnverkehr in China findet auf dem längsten Streckennetz Asiens statt und deckt alle Provinzen ab. Alle Städte mit mehr als 200.000 Einwohnern sind an das Eisenbahnnetz angeschlossen, 80 % davon auch an das Hochgeschwindigkeitsnetz. Die Lhasa-Bahn schloss als letzte Provinz 2006 Tibet an.
Die CR betreibt das weltweit längste Netz von Schnellfahrstrecken. Weitere sind im Bau, ebenso wie Bahnstrecken zum Transport von Rohstoffen aus dem Norden und Westen in die überwiegend im Osten des Landes gelegenen Wirtschaftszentren. Am Schienengüterverkehr haben Schüttguttransporte für Kohle, Erz und Getreide hohen Anteil. Seit 2015 werden die internationalen Transportkorridore nach Europa über Russland, die Mongolei und Kasachstan ausgebaut (Neue Seidenstraße).
Aufgrund der geografischen Ausdehnung des Landes weist die Eisenbahn hohe durchschnittliche Transportlängen auf.
In den Ballungszentren wird schienengebundener Öffentlicher Personennahverkehr durch Stadtbahnen, U-Bahnen (2019: ca. 3.000 km) und Straßenbahnen angeboten, die nicht zuletzt aufgrund von Umweltproblemen und überhandnehmendem Individualverkehr erforderlich sind. Hier ist noch viel zu tun. 2020 soll das Straßenbahnnetz landesweit erst eine Länge von 2.000 km erreichen.

## Geschichte
Der Eisenbahnbau entwickelte sich in China erst spät, was mit der langen historischen und sprachlichen Isolation des Landes zusammenhängt. Außerdem befürchtete man anfangs ausländische Einflussnahme bei Investitionen.

### Anfänge ab 1876

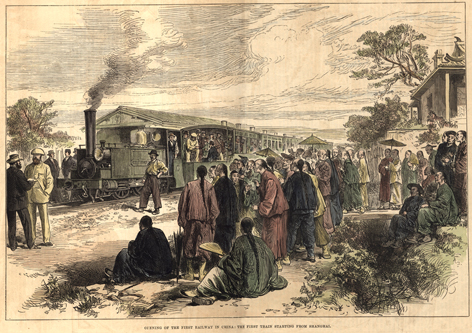
Betriebsaufnahme der Wusung-Bahn im September 1876

Die ersten chinesischen Eisenbahnen waren Schmalspurbahnen, die gegen Ende des 19. Jahrhunderts entstanden. Die erste Eisenbahn war die von einem britischen Unternehmen errichtete Wusung-Bahn, die 1876 ihren Betrieb aufnahm und den Hafen von Shanghai anschloss. Die Decauville-Bahn Tien-Tsin–Tshing-Yang war eine 1886 temporär mit fliegendem Gleis von Tianjin nach Jinnan verlegte, 2 km lange Decauville-Bahn mit einer Spurweite von 600 mm. Die 2,3 km lange Parkeisenbahn in den kaiserlichen Gärten von Peking mit der ungewöhnlichen Spurweite von 800 mm wurde 1888 vom französischen Ingenieur Gaston Galy verlegt. Die militärischen Feldbahnen bei Shanhaiguan, bei Kaiping, bei Peitaiho und bei Tientsin wurden 1900/1901 während des Boxeraufstandes von deutschen Streitkräften verlegt. Über weitere Schmalspurbahnen gelangten Bodenschätze aus dem Landesinneren zu den Häfen an der Küste. 1908 eröffnete die von einem britisch-chinesischen Gemeinschaftsunternehmen gebaute Shanghai-Nanking Railway. Die Strecke Peking-Zhangjiakou (später verlängert als Peking-Baotou) war die erste von der chinesischen Regierung selbst errichtete Bahnlinie und wurde unter der Leitung des chinesischen Ingenieurs Jeme Tien Yow 1909 fertiggestellt. 1912 wurde auch die Strecke Tianjin-Pukou unter Aufnahme massiver Schulden durch die chinesische Regierung von einem deutsch-britischen Konsortium fertiggestellt. Anfang des 20. Jahrhunderts existierten 9.000 Kilometer Eisenbahn, die von Frankreich, Großbritannien, Deutschland, Russland und Japan errichtet worden waren. Das deutsche Reich hatte im März 1898 zur Errichtung einen Militärstützpunktes chinesisches Gebiet gepachtet und daraufhin mit dem Eisenbahnbau begonnen. Zum Chef-Ingenieur für die 1100 Kilometer lange Neubaustrecke zwischen Peking und Nanking erwählt wurde Julius Dorpmüller, der spätere Generaldirektor der Deutschen Reichsbahn und Reichsverkehrsminister. Zwischen 1908 und 1912 wurde sie fertiggestellt. Diese Zusammenarbeit endete jedoch 1917 aufgrund der Kriegserklärung Chinas. In den 1890er Jahren entstanden in China auch schon die ersten großen Bahnbetriebswerke für Dampflokomotiven. So zum Beispiel das große Bahnbetriebswerk von Harbin, dass aus dem Jahre 1899 stammte und auch im Jahre 1988 noch 115 Dampflokomotiven beheimatete. Erst 1999 ging in Harbin der Dampfbetrieb nach rund hundert Jahren zu Ende. Und in Tangshan entstand 1880 Chinas erste Dampflokfabrik, die 1999 zugleich auch die letzte Dampflokfabrik der Welt war. Im Jahr 1881 war sie eröffnet worden. Allerdings gab es im Jahre 1890 erst 90 Kilometer Schienennetz in China.

### Netzausbau ab 1949

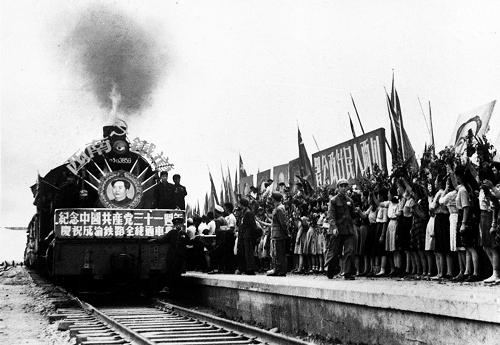
Eröffnungszeremonie einer neuen Bahnlinie von Chengdu nach Chongqing im Jahr 1952

Bei Gründung der Volksrepublik China 1949 gab es ein Eisenbahnnetz von 22.000 km Länge, das im Zweiten Japanisch-Chinesischen Krieg von 1937 bis 1945 stark beschädigt worden war: Mehr als die Hälfte des Netzes konnte nicht mehr befahren werden. Betriebstauglich und befahrbar waren 1949 nur rund 10.000 Kilometer Schienen. Der erste Fünfjahresplan, der den Zeitraum von 1953 bis 1957 umfasste, beinhaltete deshalb dessen Wiederaufbau. In dieser Zeit wurden zahlreiche neue Strecken errichtet, deren Verlauf sich nun erstmals nicht nach wirtschaftlichen Interessen von Kolonialmächten, sondern nach landeseigenen Transportbedürfnissen richtete. Nahezu ausschließlich Dampflokomotiven wurden eingesetzt und die durchschnittliche Reisegeschwindigkeit lag mit 34,8 km/h im Personen- und 25,2 km/h im Güterverkehr niedrig. In Form der Baureihen KF und SL besaß die chinesische Staatsbahn aber auch schon Schnellzug-Dampflokomotiven. Und auch die Güterzugloks der Baureihe MT1 konnten eine Geschwindigkeit von 90 km/h erreichen. Der Fahrzeugbestand wuchs recht schnell. Allein die Baureihe JF1 zählte nach dem Zweiten Weltkrieg schon über 1400 Maschinen.

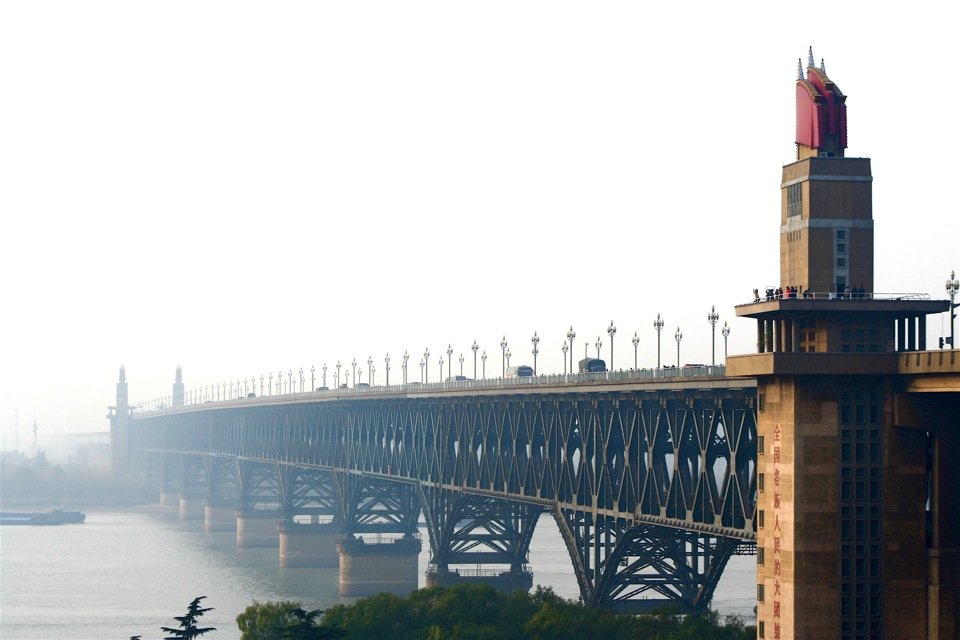
1968 eröffnete Nanjing-Jangtse-Brücke über den Jangtsekiang

Auch nach 1957 wuchs das Eisenbahnnetz weiterhin, die Ausbauplanungen der Regierung erwiesen sich oft jedoch nicht als praxistauglich. Bisweilen wurde, wie beim Großen Sprung nach vorn, eine unrealistisch hohe Zahl an fertiggestellten Streckenkilometern pro Jahr ausgegeben, andererseits wurde der Eisenbahnbau während politischer Kampagnen wie der Kulturrevolution vernachlässigt. Ab den 1960er-Jahren gewannen militärstrategische Linienführungen zunehmend an Bedeutung, weiterhin wurden die Bemühungen intensiviert, den landwirtschaftlich geprägten, industrieschwachen Westen an die Küstenregion anzuschließen. Die zur Kolonialzeit entstandenen Teilnetze wurden verbunden, wozu insbesondere zur Querung der zwei größten chinesischen Flüsse Jangtsekiang und Gelber Fluss aufwändige Brücken wie die Wuhan-Jangtse-Brücke oder die Nanjing-Jangtse-Brücke erforderlich waren.
Für Rechtsfragen waren von 1954 bis 2012 Eisenbahngerichte zuständig.

### Zunehmende Überlastung des Schienennetzes ab 1978
Auf die wirtschaftliche Öffnung Chinas 1978 folgten zwölf Jahre, in denen der Schienenverkehr angetrieben durch kontinuierliches Wirtschaftswachstum stetig zunahm, Investitionen in das Schienennetz jedoch weitestgehend ausblieben. Das vorhandene Kapital wurde in dieser Zeit ausschließlich nach Gesichtspunkten maximaler Rendite investiert, und die Rendite von Eisenbahnstrecken wurde als nachrangig gegenüber anderen Industriezweigen eingestuft.
Die Folgen dieser Politik waren jedoch bald zu spüren: Transportengpässe sorgten für Verzögerungen in der Produktion, viele Transporte wurden von der Eisenbahn auf die Straße und auf die Binnenschifffahrt verlagert. Betrug der Marktanteil der Eisenbahn im Güterverkehr nach Tonnenkilometern im Jahr 1973 noch rund 63 Prozent, sank er bis 1983 auf 50 Prozent. Ab Mitte der 1980er-Jahre kam es zudem zu Kapazitätsproblemen im Personenverkehr. Insbesondere zur Zeit des Chunyun übersteigt die Nachfrage nach Fahrkarten das Angebot. Störungen durch Lokalinteressen und Klientelismus führten zu einem ineffizienten Bahnnetz mit ungünstiger Struktur zwischen dem Personen- und Gütertransport. Die Bahn wurde zu einem Hemmnis des Wirtschaftsaufbaus.

### Ende der Dampflokzeit in China
Trotz des späten Eisenbahnbaus gehörten die Dampflokomotiven auch in China über ein Jahrhundert lang zu der Triebfahrzeugflotte der chinesischen Eisenbahn. China war mit Indien das letzte große Dampflok-Reservat der Welt. Noch Ende der 80er Jahre waren über 10.000 Dampfloks im täglichen, planmäßigen Dienst. Und weitere befanden sich in den letzten beiden Dampflokfabriken der Welt, Datong und Tangshan, im Bau. Auf dem gesamten Schienennetz, das Ende der 80er Jahre eine Länge von 55.000 Kilometern hatte, bildeten die Dampfloks das Rückgrat im Güterverkehr. Deshalb gehörten die meisten Dampfloks den Güterzug-Baureihen QJ, JS, JF und SY an. Im Norden Chinas waren Ende der 80er Jahre aber auch im Personenverkehr noch viele Dampfloks eingesetzt. Sie gehörten zum Teil noch den Baureihen RM und SL an. Aber auch die Baureihen QJ und JS wurden im Personenzugdienst eingesetzt. Im Süden Chinas dominierte Ende der 80er Jahre im Personenverkehr schon die Dieseltraktion. Im Gütertransport wurde aber auch im Süden der Großteil noch mit Dampftraktion gefahren. Erst in den 90er Jahren begann der Stern der Dampflok langsam zu sinken. Im Jahr 1991 bestand die Fahrzeugflotte der chinesischen Staatsbahn zu 43 % aus Dampflokomotiven, zu 44 % aus Diesellokomotiven und zu 12 % aus E-Lokomotiven. Doch auch Ende der 90er Jahre waren noch viele Dampfloks im Regelbetrieb. Allein von der Baureihe QJ waren zum Jahreswechsel 1997/98 noch 1893 Maschinen im Einsatz. Und die Dampflokproduktion endete erst 1999 mit den letzten SY-Dampflokomotiven. Das offizielle Ende der Dampflokzeit bei der chinesischen Staatsbahn wurde im März 2002 bekannt gegeben. Endgültig eingestellt werden konnte der Dampfbetrieb aber erst im Sommer 2003. Ende 2003 hatte das Staatsbahnschienennetz eine Gesamtlänge von 73.100 Kilometern. Die letzte, große Dampfstrecke in China war die 943 Kilometer lange, eigenständige Jitongbahn in der inneren Mongolei, wo der Dampfbetrieb zwischen Sommer 2002 und März 2006 Stück für Stück eingestellt wurde. Bezogen auf die chinesischen Staatsbahnen ist die Dampflokzeit also seit 2006 beendet. Bei ihrer Eröffnung am 1. Dezember 1995 hatte die Jitongbahn 130 Maschinen der Baureihe QJ erhalten. An Industriebahnen sind noch bis in die Gegenwart Dampfloks eingesetzt. Vor allem die Baureihen JS und SY waren hier stark vertreten. Vereinzelt fanden sich bis 2016 auch einige QJ. Den Abschluss bildeten die letzten zehn JS-Lokomotiven der Sandaoling-Kohlengrube, wo der Dampfbetrieb im Januar 2024 eingestellt wurde und damit der Regelbetrieb von Normalspurdampfloks in China offiziell endete. Bis ins Jahr 2005 gab es in China auch noch einige dampfbetriebene Schmalspurbahnen, so zum Beispiel die 762 Millimeter-Kalksteinbahn in der Nähe von Peking, wo der Betrieb im Juni 2005 eingestellt wurde. Eine Dampflok war bis Ende 2005 noch vor Sonderzügen im Einsatz. Rückgrat im Betrieb auf 762-Millimeter-Gleisen bildete in China die Baureihe C2.
Vor der Gründung der Volksrepublik China im Jahre 1949 kamen die meisten Schienenfahrzeuge aus dem Ausland. Nach 1949 stellte China die meisten Fahrzeuge selber her. Höhepunkt des Dampflokbaus waren die 4.714 Maschinen der Standard-Güterzuglok-Baureihe QJ, die zwischen 1956 und 1988 geliefert wurden. Abgesehen von 24 der 42 Prototypen wurden alle QJ in Datong gebaut, was 4.690 Loks entspricht. Hinzu kamen auch noch 1054 importierte Maschinen der russischen Baureihe FD, von 1958 bis 1960. Denn der Serienbau der QJ verzögerte sich bis 1964, da die chinesischen Dampflokfabriken mit der Produktion von Dampflokomotiven der Baureihen JF, JS, RM und SL beschäftigt waren. Daher der Import der Baureihe FD. Von 1957 bis 1965 wurde zum Beispiel auch die erste Serie der Baureihe JS geliefert, deren Löwenanteil ebenfalls in Datong gebaut wurde. Aber auch in China begannen die Dieselloks bald zur Konkurrenz für die Dampflokomotiven zu werden. Ab 1969 wurden über 5.000 Maschinen der Standard-Diesellok-Baureihe DF4 beschafft, die im Süden Chinas bereits Ende der 80er Jahre den Löwenanteil des Personenverkehrs für sich erobert hatte. Auch auf der Jitongbahn löste sie die Baureihe QJ als Standardbaureihe ab. In Datong wurde die Dampflokproduktion im Dezember 1988 beendet. Mit der Lok SY 1772 wurde 1999 auch in Tangshan die Herstellung von Dampflokomotiven eingestellt.
Mit der Elektrifizierung des chinesischen Staatsbahnnetzes wurde erst Anfang der 80er Jahre begonnen. Doch Ende der 80er Jahre waren bereits mehrere tausend Kilometer Strecke unter Fahrdraht. Die Eisenbahn war Ende der 80er Jahre in China das wichtigste Verkehrsmittel, wie in Indien. Die Baureihe QJ bewältigte den größten Anteil des Güterverkehrs in China. Und auch die Personenzüge waren aufgrund der Seltenheit von Autos und gut ausgebauten Straßen immer sehr gut besetzt.

### Modernisierung des Streckennetzes ab 1991
| Länge des chinesischen Eisenbahnnetzes | Länge des chinesischen Eisenbahnnetzes | Länge des chinesischen Eisenbahnnetzes | Länge des chinesischen Eisenbahnnetzes | Länge des chinesischen Eisenbahnnetzes | Länge des chinesischen Eisenbahnnetzes | Länge des chinesischen Eisenbahnnetzes | Länge des chinesischen Eisenbahnnetzes | Länge des chinesischen Eisenbahnnetzes | Länge des chinesischen Eisenbahnnetzes | Länge des chinesischen Eisenbahnnetzes | Länge des chinesischen Eisenbahnnetzes | Länge des chinesischen Eisenbahnnetzes | Länge des chinesischen Eisenbahnnetzes | Länge des chinesischen Eisenbahnnetzes |
| -------------------------------------- | -------------------------------------- | -------------------------------------- | -------------------------------------- | -------------------------------------- | -------------------------------------- | -------------------------------------- | -------------------------------------- | -------------------------------------- | -------------------------------------- | -------------------------------------- | -------------------------------------- | -------------------------------------- | -------------------------------------- | -------------------------------------- |
| Jahr                                   | 1890                                   | Anfang 20. Jh                          | 1949                                   | 1980                                   | 1985                                   | 1990                                   | 1999                                   | 2000                                   | 2003                                   | 2006                                   | 2010                                   | 2015                                   | 2019                                   | 2021                                   |
| Streckenlänge in 1000 km               | 0,09                                   | 9                                      | 22                                     | 49,9                                   | 52,1                                   | 53,4–55                                | 67,4                                   | 68,6                                   | 73,1                                   | 76,6                                   | 91                                     | 121                                    | 131                                    | 150                                    |
| davon Schnellfahrstrecken in 1000 km   | 0                                      | 0                                      | 0                                      | 0                                      | 0                                      | 0                                      | 0                                      | 0                                      | 0                                      | 0                                      | 0,1                                    | 13                                     | 30                                     | 40                                     |
| elektrifizierte Strecken in 1000 km    | 0                                      | 0                                      | 0                                      | 1,7                                    | 4,2                                    | 6,9                                    | 16,1                                   | ?                                      | ?                                      | 24,4                                   | 42                                     | 55                                     | 92                                     | 105                                    |
| Quelle:                                |                                        |                                        |                                        |                                        |                                        |                                        |                                        |                                        |                                        |                                        |                                        |                                        |                                        |                                        |

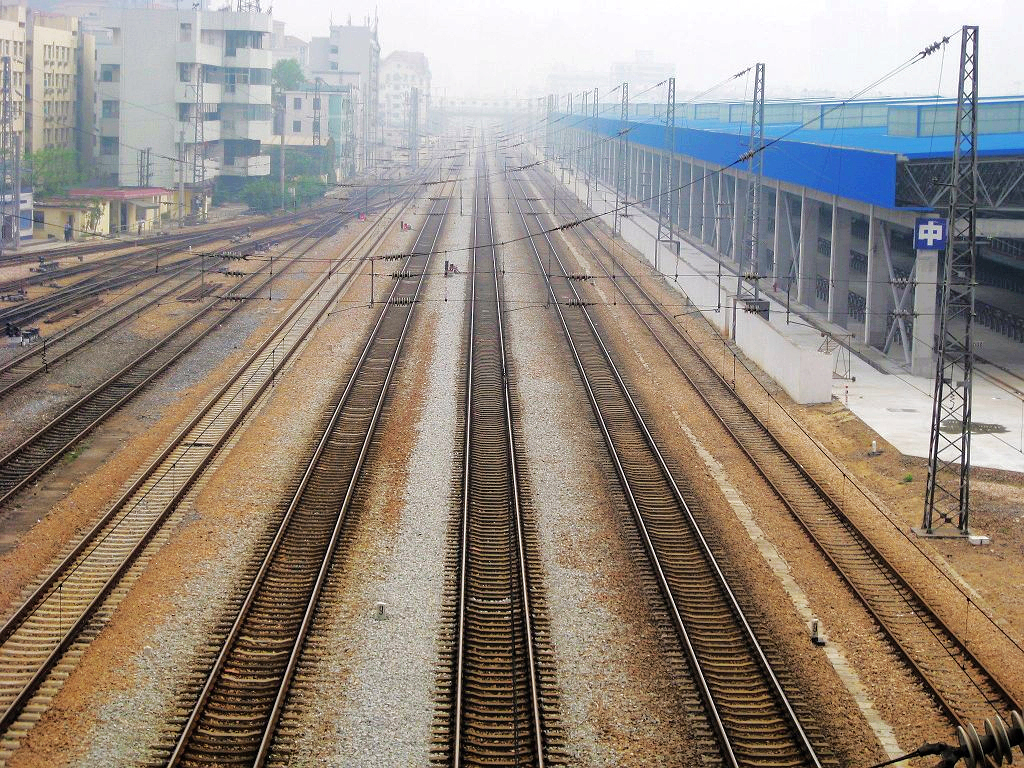
Die Bahnstrecke von Guangzhou nach Shenzhen wurde im Zuge der Beschleunigungsprogramme viergleisig ausgebaut, um Personenverkehr und Güterverkehr zu trennen

Um die Infrastruktur zu modernisieren, wurde der Bereich „Energie und Transport“ als Schwerpunkt in den achten Fünfjahresplan aufgenommen, der 1991 in Kraft trat. Dieses Instrument ermöglichte es, die Investitionen in die Eisenbahn stark zu steigern. Unmittelbare Maßnahmen waren die Elektrifizierung von Hauptstrecken in den wirtschaftlich starken Regionen und die Herstellung von Zweigleisigkeit in ländlicheren Gebieten. Des Weiteren wurden neue Bahnstrecken für den Güterverkehr errichtet. Einige der in den 1990er Jahren errichteten Bahnstrecken gehören heute zu den 20 meistbefahrenen Güterverkehrskorridoren. 1999 waren 67.400 Kilometer Schienennetz vorhanden, von denen 36 Prozent zweigleisig und 24 Prozent elektrifiziert waren.
Die Durchschnittsgeschwindigkeit im Personenverkehr lag im Jahr 1994 bei 48,3 km/h. Im planmäßigen Verkehr erreichte 1996 zudem kein Personenzug höhere Geschwindigkeiten als 120 km/h. Um diese Werte anzuheben, wurden unter dem Schlagwort „Beschleunigung“ von 1997 bis 2006 sechs Maßnahmenpakete realisiert. Die erste Stufe trat im April 1997 in Kraft: Auf mehreren frequentierten Personenverkehrsstrecken, die auf die Hauptstadt Peking zuliefen, wurde eine Höchstgeschwindigkeit von 140 km/h ermöglicht. Die zweite Stufe hob die Höchstgeschwindigkeit auf diesen Strecken 1998 abschnittsweise auf bis zu 160 km/h an. Die dritte und die vierte Stufe, die in den Jahren 2000 und 2001 in Kraft traten, sorgten für eine landesweite Überarbeitung der Fahrpläne und der Fahrzeugumläufe kombiniert mit einer flächendeckenden Erhöhung der Geschwindigkeiten. Die fünfte Stufe ermöglichte Geschwindigkeiten von 200 km/h auf Altbaustrecken, während die sechste Stufe den abschnittsweisen Einsatz von Triebzügen auf Güterverkehrsstrecken ermöglichte und gleichzeitig die Höchstgeschwindigkeit von Güterzügen auf 120 km/h erhöhte. Die Durchschnittsgeschwindigkeit im Personenverkehr betrug im April 2007 – nach Ende der Beschleunigungsmaßnahmen – 70,18 km/h.
1997 wurde mit dem ersten Lifeline Express ein mobiles Krankenhaus geschaffen, mit dem an Katarakt erkrankte Patienten in abgelegenen Gegenden behandelt werden können. Heute gibt es vier Zuggarnituren, die jeweils mehrere Monate an einem Ort verbleiben und für die behandelnden Ärzte gleichzeitig als Arbeitsstätte und Übernachtungsraum dienen.

### Aufbau des Hochgeschwindigkeitsverkehrs (ab 2004)

Eisenbahnnetz (einschließlich Schnellfahrstrecken) in Taiwan und der VR China 2013

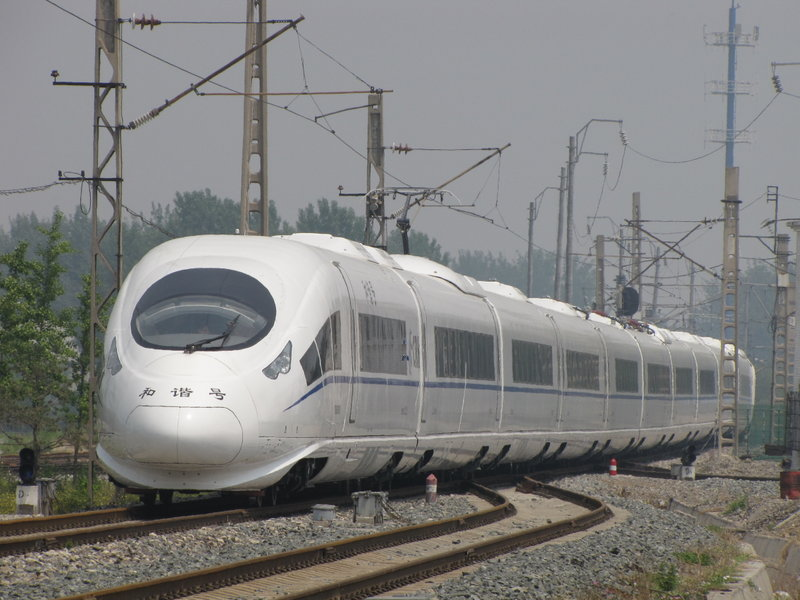
Hochgeschwindigkeitszug CRH380CL

Ein Augenmerk der Modernisierung des Schienennetzes lag auch auf der besseren Anbindung der ländlicheren Regionen Zentral- und Westchinas. 2005 erfolgte die Fertigstellung der Lhasa-Bahn, die das Autonome Gebiet Tibet als letzte chinesische Verwaltungseinheit auf Provinzebene an das Schienennetz anschloss, 2014 wurde mit der Bahnstrecke Lhasa–Xigazê eine weitere Verlängerung nach Westen in Betrieb genommen. Permafrostboden, Höhen von über 3.000 Meter und Gebirge erschweren den Bau von Eisenbahnstrecken im Westen und machen zahlreiche Ingenieurbauwerke notwendig.  So liegt der mit 32,6 Kilometern längste Eisenbahntunnel Chinas, der Neue Guanjiao-Tunnel, an der Lhasa-Bahn.
Da trotz der 1997 gestarteten Beschleunigungsprogramme die Nachfrage im Personenfernverkehr stärker stieg als die Kapazität, stellte das chinesische Eisenbahnministerium im Januar 2004 einen Plan zur mittel- und langfristigen Entwicklung des Eisenbahnnetzes vor. Vorgesehen war ein Netz von Schnellfahrstrecken mit einer Länge von 12.000 Kilometern. Der Bau von Hochgeschwindigkeitsstrecken begann im Jahr 2005. 2008 wurde mit der Schnellfahrstrecke Peking–Tianjin die erste Strecke eröffnet. In den folgenden Jahren wurden in schneller Abfolge weitere Strecken in Betrieb genommen. 2014 waren 13.000 km Hochgeschwindigkeitsstrecke in Betrieb, Ende 2018 mehr als 29.000 km, 2022 waren es mehr als 42.000 km.

## Eisenbahninfrastruktur

### Streckennetz
Das Streckennetz umfasste Ende 2018 mehr als 131.000 km, Ende 2021 mehr als 150.000 km und Ende 2024 war die Länge von 160.000 Streckenkilometern überschritten.
Es besteht großenteils aus Anlagen in Normalspur, aber auch Meterspur- und noch schmalere Spurweiten werden noch betrieben. Von den normalspurigen Strecken waren mehr als 40.000 km Hochgeschwindigkeitsstrecken. 60 % der Strecken sind zwei- oder mehrgleisig, 70 % elektrifiziert. Bei zweigleisigen Strecken wird in der Regel im Linksbetrieb gefahren.
Beim Hochgeschwindigkeitsverkehr wird ein Gitternetz angestrebt, bei dem landesweit vier parallele Nord-Süd-Strecken ebenso viele Ost-West-Strecken überlagern. Schwerpunkt für den Neubau konventioneller Eisenbahnstrecken sind der Westen und die Mitte des Landes.

### Signalisierung
Die Signalanlagen stehen aufgrund des Linksverkehrs meistens links vom Gleis und bestehen aus verschiedenen Systemen. Die Lichtsignale weisen Ähnlichkeiten mit den Hl-Signalen auf, jedoch ohne Geschwindigkeitsangaben. Die Formsignale haben ihren Ursprung in Großbritannien.

### Verbindungen mit dem Ausland
Aufgrund geographischer und historischer Gegebenheiten hat das chinesische Streckennetz nur wenige Verbindungen ins Ausland. Im Norden waren es lange nur die beiden Grenzübergänge in Eren Hot (Transmongolische Eisenbahn) und Manjur (Manzhouli) (Sabaikalskaja schelesnaja doroga (Transbaikal-Eisenbahn) – Ostchinesische Eisenbahn), über die China an die Transsibirische Eisenbahn angeschlossen wird. Mit der wohl 2021 in Betrieb gehenden Eisenbahnbrücke Tongjiang–Nischneleninskoje wird eine weitere Verbindung zu dem russischen Fernen Osten geschaffen. Von Suifenhe gibt es eine Verbindung nach Ussurijsk und von Hunchun aus gibt es eine Verbindung zur Bahnstrecke Baranowski–Chassan und damit ebenfalls zur Transsib.
Im Westen gibt es Grenzübergänge nach Kasachstan in Alashankou seit 1991 und in Korgas seit 2012, über die nun ein Teil des zunehmenden Frachtverkehrs mit Europa abgewickelt wird. In Ceke (Innere Mongolei) wird die weiterführende Strecke zu den kurz hinter der Grenze liegenden Kohleminen wohl bald fertiggestellt. Zu Nordkorea gibt es Verbindungen in Dandong, Ji’an und Tumen. Im Süden bestehen Grenzübergänge zu Vietnam in Hekou und Pingxiang, seit 2021 überquert die Bahnstrecke Kunming–Vientiane in Boten die laotische Grenze.

## Personenfernverkehr
2018 beförderte CR 3,3 Mrd. Passagiere, davon 2 Mrd. im Hochgeschwindigkeitsverkehr. Dabei wurden 1,4 Billionen Passagierkilometer erbracht. Täglich werden so 5,5 Mio. Reisende in etwa 5.200 Zügen befördert. In den 10 Jahren von 2008 bis 2018 stieg das Reisendenaufkommen um den Faktor 1,3. In den ersten acht Monaten des Jahres 2024 betrug die Zahl der Reisenden knapp 3 Mrd. – auf das Jahr hochgerechnet also ein Fahrgastaufkommen von etwa 4,5 Mrd. Personen. Im Tagesdurchschnitt sind 10.730 Personenzüge unterwegs.
Um mit dieser rasanten Entwicklung Schritt zu halten, wird der Fahrplan bis zu fünf Mal im Jahr den Gegebenheiten angepasst.

### Zuggattungen im Personenverkehr
In China existieren eine Reihe von Zuggattungen für den Personenfernverkehr, die sich durch Geschwindigkeit, Anzahl der Unterwegshalte sowie Komfort unterscheiden. Generell fahren die Züge über sehr lange Distanzen, sodass häufig Schlafwagen mitgeführt werden. Die Zuggattung ist an dem der Zugnummer vorgestellten Buchstaben erkennbar.

#### Züge für den Hochgeschwindigkeitsverkehr
- G-Züge (高铁, Gāotiě, Hochgeschwindigkeitszug) sind die schnellsten Züge (planmäßige Höchstgeschwindigkeit: 300–350 km/h[28]) und halten an wenigen Bahnhöfen. Sitzplätze werden ausschließlich nach drei Klassen unterteilt. G-Züge sind vergleichbar mit den französischen TGV und den deutschen Sprinter-ICE und verkehren beispielsweise zwischen Shanghai und Peking. Für Strecken ab 2.400 km Länge (etwa: Peking–Shenzhen) werden im Hochgeschwindigkeitsverkehr auch Nachtverbindungen mit Schlafwagen angeboten.[29]
- D-Züge (动车, Dòngchē, Triebwagen) fahren oft auf denselben Strecken wie G-Züge mit einer planmäßigen Höchstgeschwindigkeit von 200–250 km/h[30], halten unterwegs jedoch öfter.

#### Übriger Fernverkehr
Auf den Bestandsstrecken gibt es ebenfalls Fernverkehr, der in vier Gattungen unterteilt ist:
- Z-Züge (直达特快, Zhídá tèkuài, „Direkt-Expresszug“[31]) sind besonders schnelle Direktzüge (160 km/h Höchstgeschwindigkeit) des Fernverkehrs. Sie fahren als reine Schlafwagenzüge aus Weich- und Hartschläfern, verkehren nur über Nacht und über mittlere Distanzen, zum Beispiel zwischen Peking und Harbin.
- T-Züge (特快, Tèkuài, Expresszug) verkehren mit einer Höchstgeschwindigkeit von 140 km/h.[32] Sie sind vergleichbar mit deutschen IC/ECs, führen als Klassen Weichschläfer, Hartschläfer, Weichsitze und Hartsitze. Häufig verkehren sie über sehr lange Distanzen (z. B. Lhasa-Guangzhou).
- K-Züge[Anm. 3] (快速, Kuàisù, „Eilzug“) verkehren mit einer Höchstgeschwindigkeit von 120 km/h.[33]
- Des Weiteren gibt es Züge, bei denen vor der jeweiligen Zugnummer kein Kennbuchstabe aufgeführt ist (普快, Pǔkuai), die ebenfalls mit einer Höchstgeschwindigkeit von 120 km/h verkehren.[34]

#### Regionalverkehr
- C-Züge (城际, Chéngjì, Intercity) sind regional verkehrende Züge mit elektrischer Traktion.[35]

### Klassensystem

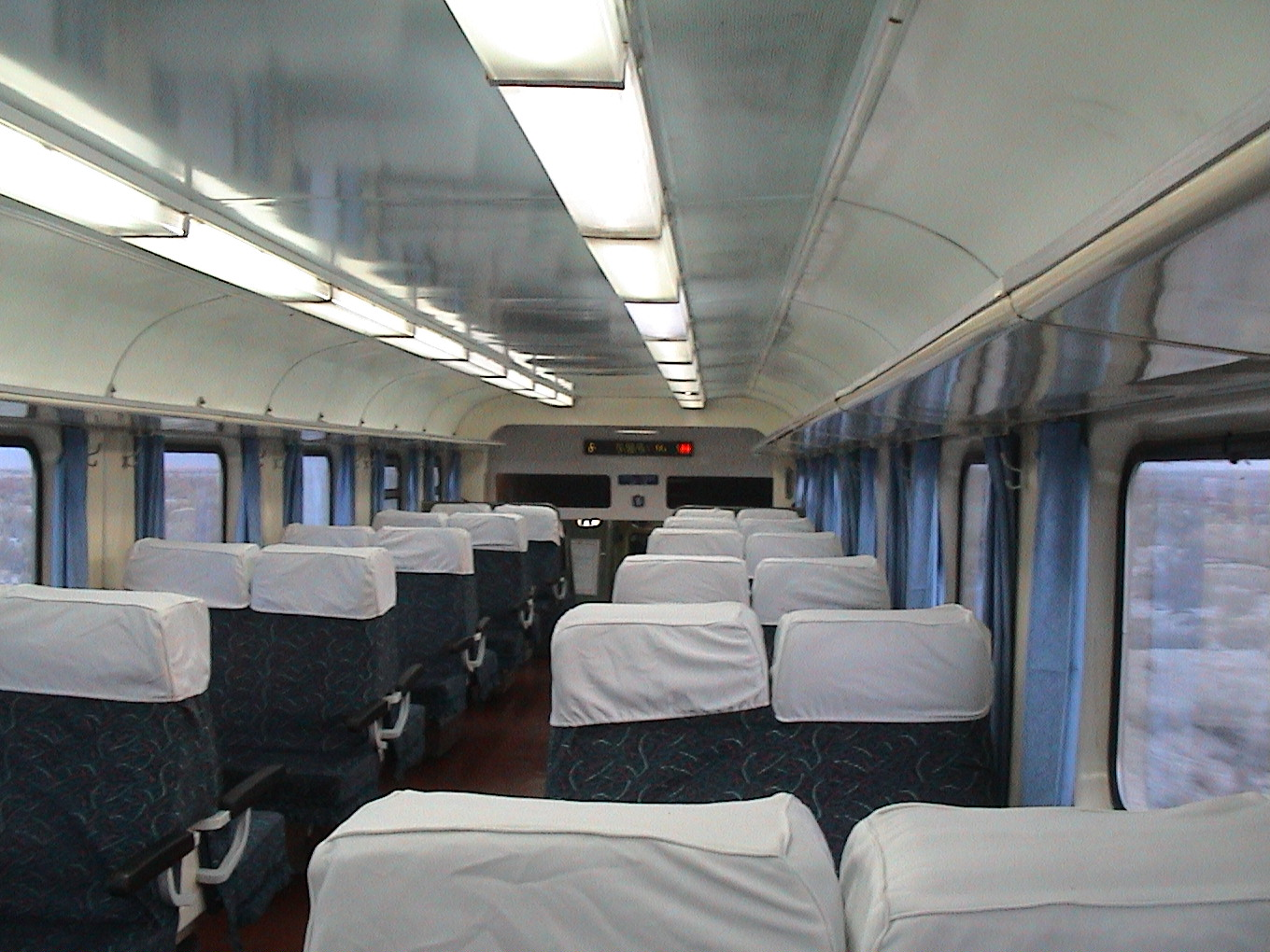
Wagen mit Weichsitzen

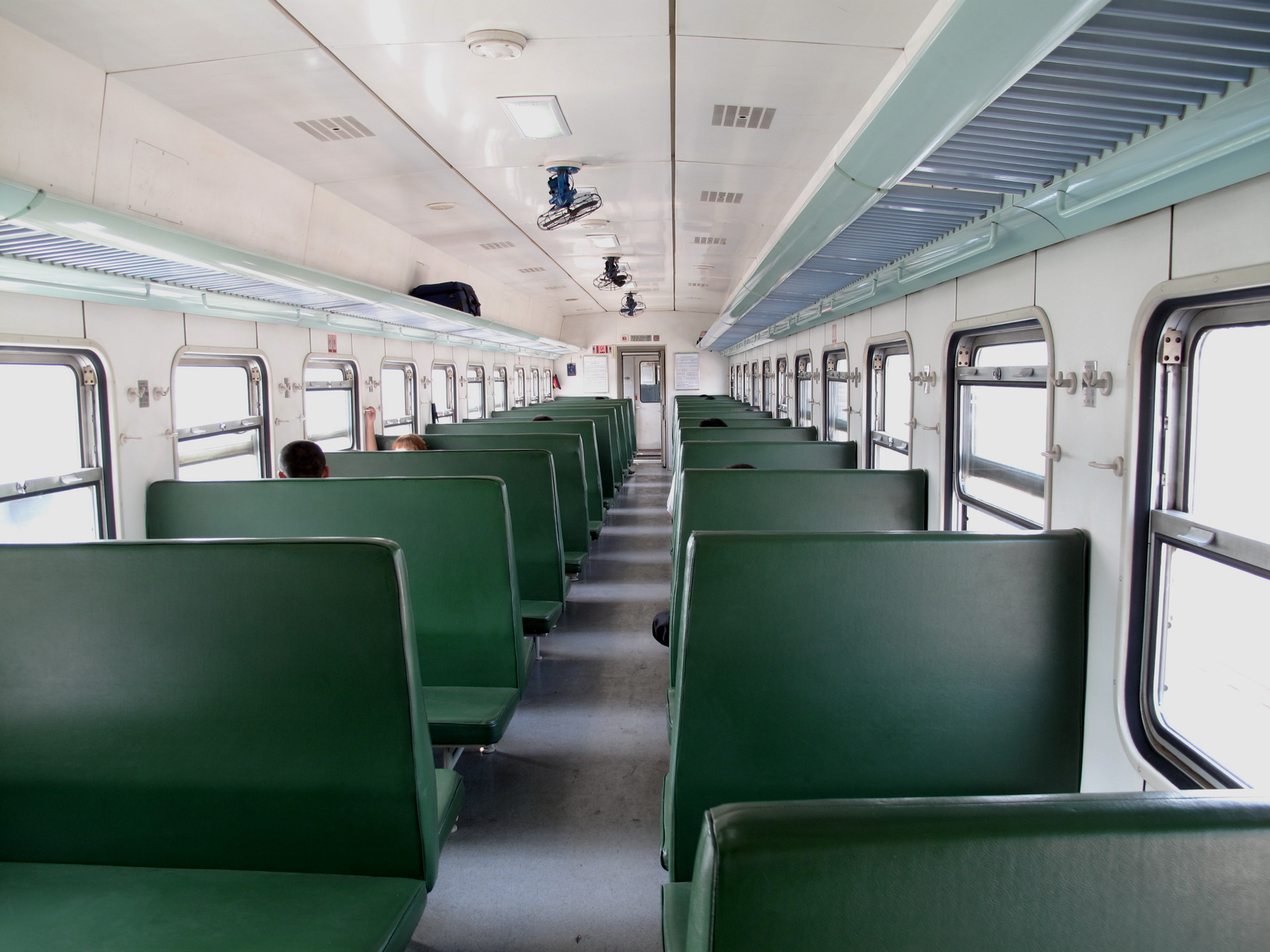
Wagen mit Hartsitzen

Bei der Chinesischen Bahn gab es grundsätzlich ein Zweiklassensystem. Mit Einführung der Hochgeschwindigkeitszüge wurden jedoch sowohl bei Schlaf- als auch bei normalen Zügen weitere Klassen hinzugefügt. Generell besteht bei einer Buchung eine Zugbindung, womit Fahrscheine kontingentiert werden. Bei voller Belegung ist eine begrenzte Anzahl an Fahrkarten ohne Sitzplatz (无座, Wúzuò) verfügbar, die einen gleichen Preis wie die Zweite bzw. Hartsitzerklasse aufweisen.

#### Hochgeschwindigkeitszüge
- Zweite Klasse (二等座, Èrděngzuò) normaler Sitz, der mit der Economy-Klasse im Flugzeug vergleichbar ist (2+3 Bestuhlung)
- Erste Klasse (一等座, Yīděngzuò) normaler Sitz, der in etwa mit der 2. Klasse im deutschen ICE vergleichbar ist, jedoch mit mehr Beinfreiheit (2+2 Bestuhlung)
- Besondere Klasse (特等座, teděngzuò), entspricht in vielen Fällen der 1. Klasse, befindet sich aber meist am Ende eines Triebwagens und hat daher eine bessere Aussicht
- Geschäftssitz (商务座, Shāngwùzuò) vergleichbar mit der First Class (meist nur etwa 10 Plätze verfügbar)

In der Regel sind die Sitze so konstruiert, dass am Endbahnhof die komplette Sitzbank gedreht wird und somit immer alle Fahrgäste in Fahrtrichtung sitzen. In den Hochgeschwindigkeitszügen gibt es zudem eine Am-Platz-Bedienung mit Snacks und Getränken.

#### Schlafwagenzüge
In Schlafwagenzügen gibt es je zwei Kategorien für Sitzplätze (für kürzere Distanzen gedacht) sowie zwei Kategorien für Schlafplätze (für lange Distanzen). Die meisten Züge verfügen zudem über einen Speisewagen, in dem Essen frisch zubereitet wird. Außerdem ist es möglich, ein Wahlessen direkt am Platz zu kaufen. Waschgelegenheiten sind jeweils am Ende eines Schlafwagens vorhanden. Beim Einsteigen muss man bei dem jeweiligen Schlafwagenschaffner (einer pro Wagen) seine Fahrkarte gegen einen Coupon umtauschen und bekommt sie beim Aussteigen zurück.
- Hartsitzer (硬座, yingzuo): einfacher Sitzplatz der 2. Klasse
- Weichsitzer (软座, ruanzuo): einfacher Sitzplatz der 1. Klasse
- Hartschläfer (硬卧, yingwo): normales Bett im Großraum, es sind jeweils 6 Betten zu einem Abteil zusammengefasst. Es gibt eine zusätzliche preisliche Unterscheidung, je nachdem, ob man das obere, mittlere oder untere Bett wählt. Lediglich Hocktoilette.
- Weichschläfer (软卧, ruanwo): normales Bett im Viererabteil, das mit einer Tür verschlossen werden kann. Ausstattung mit Sitztoilette.
- Oberklasse Weichschläfer (高级软卧, gaojiruanwo): Ist meist nur in Z-Zügen und teilweise in D-Zügen vorhanden. Hier befinden sich meist nur zwei Betten in einem Abteil (etwa doppelter Preis eines Hartschläfers).

Auch im Hochgeschwindigkeitsverkehr werden über sehr lange Distanzen Nachtverbindungen mit Schlafwagen-Abteilen angeboten. Diese haben eine eigene Klassen-Struktur.

### Hochgeschwindigkeitsverkehr

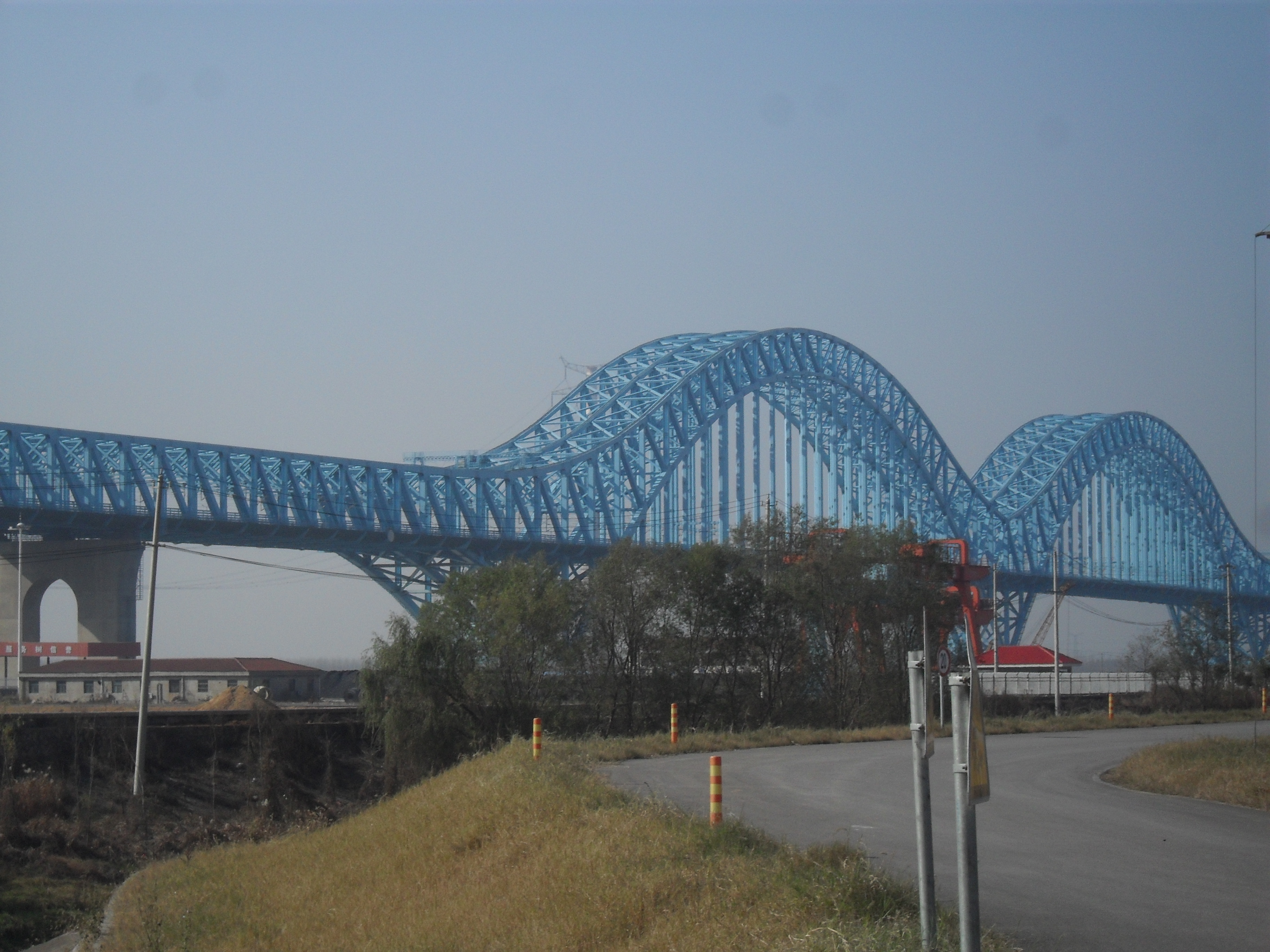
Die Dashengguan-Brücke bei Nanjing

#### Infrastruktur
Für den Bau von Schnellfahrstrecken werden oftmals standardisierte vorgefertigte Elemente verwendet. Viele Streckenabschnitte verlaufen über aufgeständerte Trassen, wie der Großen Brücke Danyang-Kunshan, die mit einer Länge von 164 Kilometern als längste Brücke der Welt gilt. Einige Schnellfahrstrecken verlaufen auf 85 Prozent ihrer Länge über Ingenieurbauwerke. Bei Nanjing und Wuhan wurden mit der Dashengguan-Brücke und der Tianxingzhou-Brücke zwei neue Querungen des Jangtsekiang geschaffen. Der längste Tunnel einer Schnellfahrstrecke ist der 27,84 Kilometer lange und mit 350 km/h befahrbare Taihang-Gebirgstunnel. Zur Zugsicherung wird CTCS verwendet, technisch mit dem ETCS-System verwandt. Die Schnellfahrstrecken verlaufen in der Regel nicht durch Stadtzentren, sondern führen am Stadtrand an ihnen vorbei, wo Platz für großzügig angelegte Fernbahnhöfe wie Peking Süd oder Zhengzhou Ost ist. Die Fernbahnhöfe besitzen oft einen Anschluss zur Untergrundbahn, die sie mit Stadtzentrum und Flughafen verbindet.

#### Fahrzeuge
Die chinesischen Hochgeschwindigkeitszüge basieren auf Technologietransfer: In den Jahren 2004 und 2005 wurden zwei Ausschreibungen zur Herstellung von Hochgeschwindigkeitszügen gemeinsam mit den chinesischen Unternehmen CSR Sifang und China CNR Corporation veröffentlicht. Aus diesen Ausschreibungen gingen vier verschiedene Fahrzeug-Baureihen für Geschwindigkeiten über 200 km/h hervor. Die Züge tragen im Land die Bezeichnungen CRH1 bis CRH5, wobei die Ziffer „4“ als Unglückszahl ausgelassen wurde. Der CRH1 mit Bombardier-Technik ist für eine Höchstgeschwindigkeit von 250 km/h vorgesehen. Der CRH2 entstammt der Shinkansen-Familie aus Japan und erreicht je nach Variante bis zu 350 km/h, der CRH3 von Siemens erreicht bis zu 350 km/h, der CRH5 von Alstom 250 km/h.

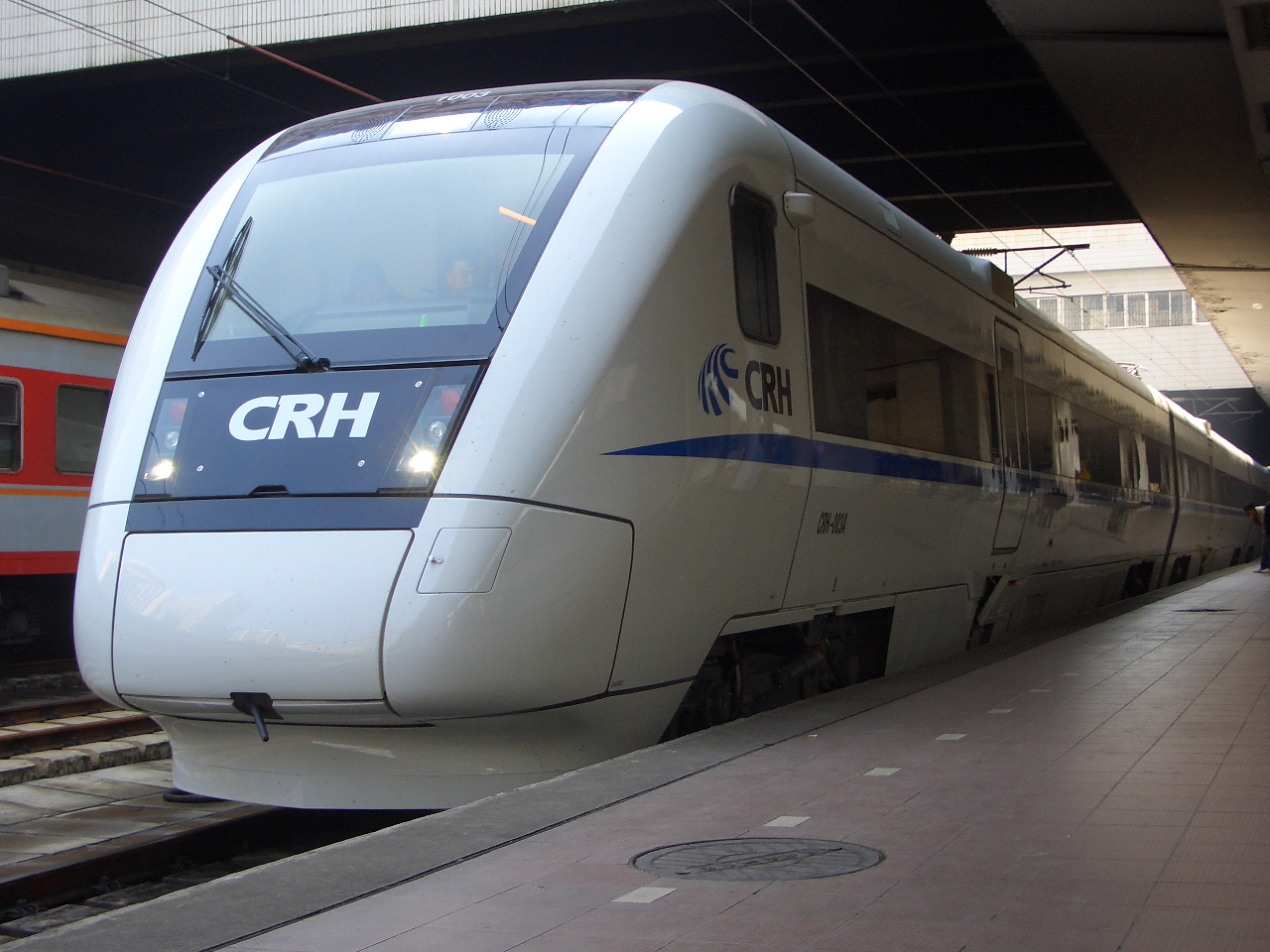
CRH1
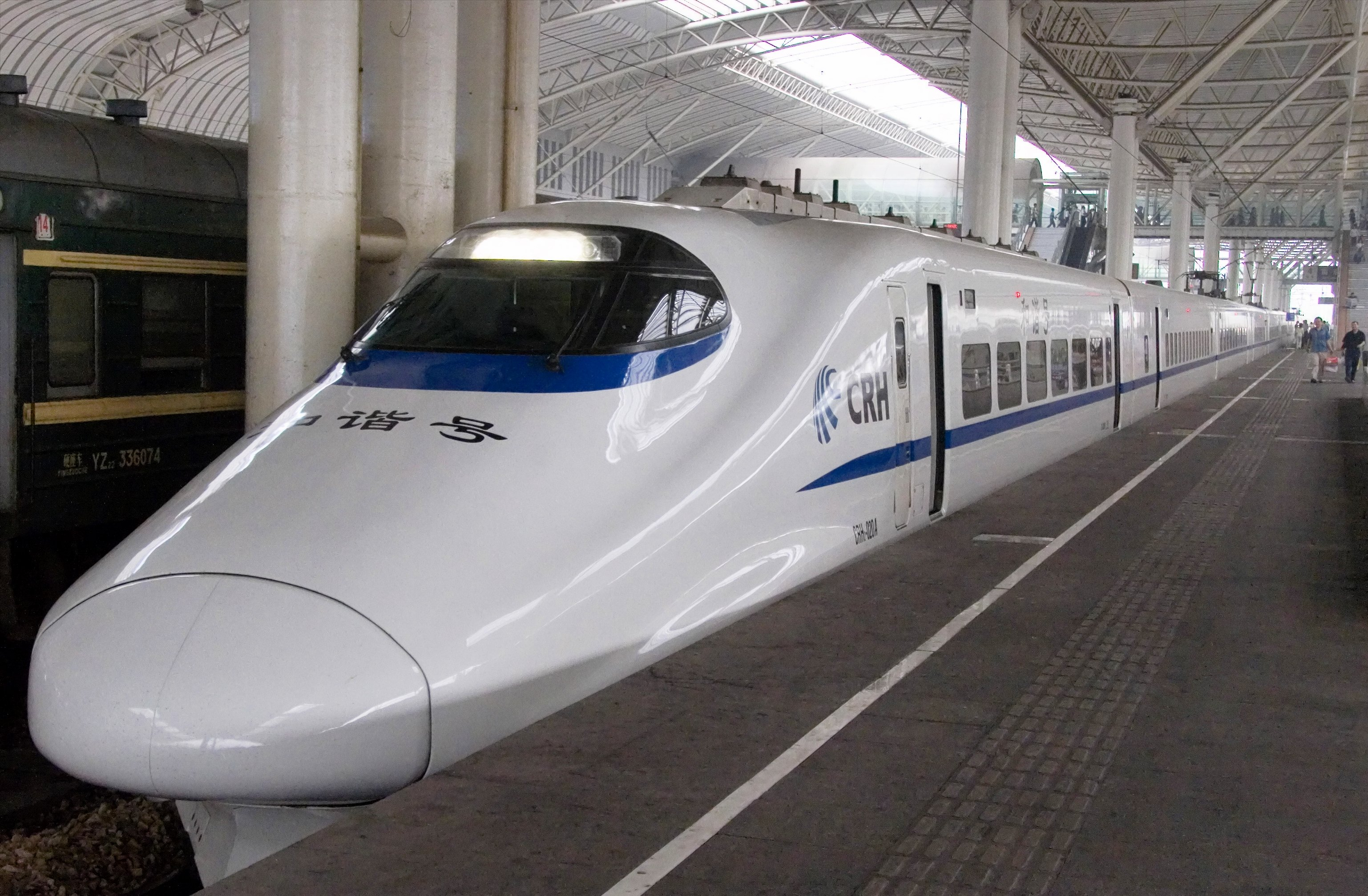
CRH2
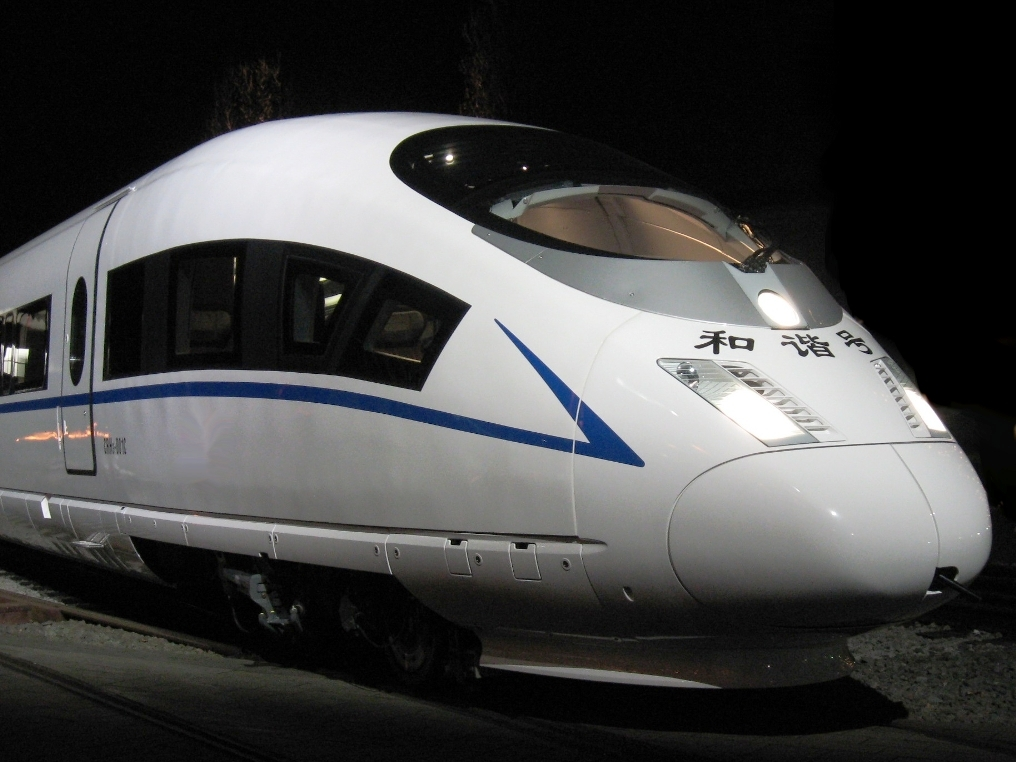
CRH3
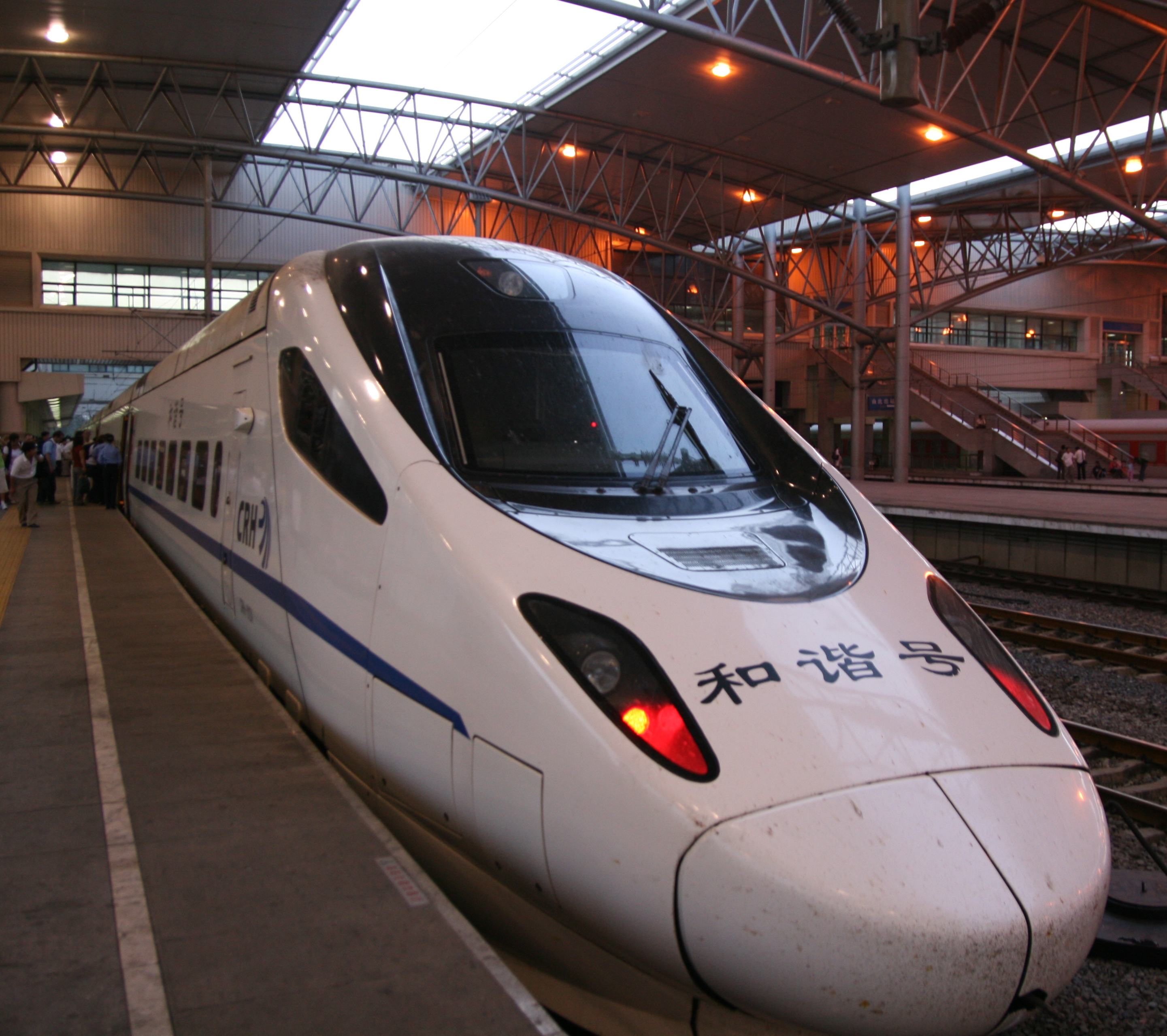
CRH5

Nach der Auslieferung dieser Züge nutzten die chinesischen Fahrzeughersteller das durch die Zusammenarbeit mit den ausländischen Herstellern erworbene Wissen, um eigenständig Weiterentwicklungen von Hochgeschwindigkeitszügen herstellen zu können. Resultat war unter anderem die Entwicklung des CRH 380A. Außerdem wurden bei Bombardier Zefiro 380-Hochgeschwindigkeitszüge erworben. Am 26. Juni 2017 gingen die ersten Hochgeschwindigkeitszüge vom Typ CRH400AF (Fuxing) in Betrieb. Sie befahren die Schnellfahrstrecke von Beijing nach Shanghai. Die 350 Kilometer pro Stunde schnellen Züge.  – die bauartbedingte Höchstgeschwindigkeit der Züge liegt bei 400 km/h – sind eine rein chinesische Produktion.

#### Verkehr
Im planmäßigen Verkehr werden Geschwindigkeiten bis zu 350 km/h gefahren.
Die Steigerungen im Fahrgastaufkommen sind enorm. Auf der „Paradestrecke“ Peking–Schanghai (1318 km) stieg die Zahl der Reisenden pro Tag von 2011, dem Jahr der Eröffnung, von 131.000 auf 533.000 im Jahr 2018, vervierfachte sich also. Hier verkehren u. a. 10 Zugpaare am Tag, die nur zwei Unterwegshalte einlegen: Jinan und Nanjing Süd. Gegenüber dem konventionellen Verkehr, der für die Strecke 10 Stunden Fahrzeit benötigt, bewältigen diese Züge die Strecke in 4:18 Stunden. Für die Strecke Peking–Guangzhou (2298 km) betragen die entsprechenden Werte 21 Stunden / 8 Stunden. Mehr als 70 % des Verkehrsaufkommens im Personenverkehr wird im Hochgeschwindigkeitssektor erbracht. Auf dem am dichtesten befahrenen Abschnitt des Hochgeschwindigkeitsnetzes, zwischen Hangzhou und Shenzhen, werden pro Tag mehr als eine Million Reisende befördert. Die Bahnlinie von Peking West nach Kunming Süd ist die mit den längstlaufenden Hochgeschwindigkeitszügen in China und weltweit (2760 km).
Seit Fertigstellung der Strecke nach Hongkong wird erstmals auch „grenzüberschreitender“ Hochgeschwindigkeitsverkehr angeboten. Die Aus- und Einreiseformalitäten werden gemeinsam im Bahnhof Kowloon West durchgeführt. Hier verkehren täglich 127 Züge mit an Spitzentagen mehr als 100.000 Reisenden.

### Konventioneller Reisezugverkehr

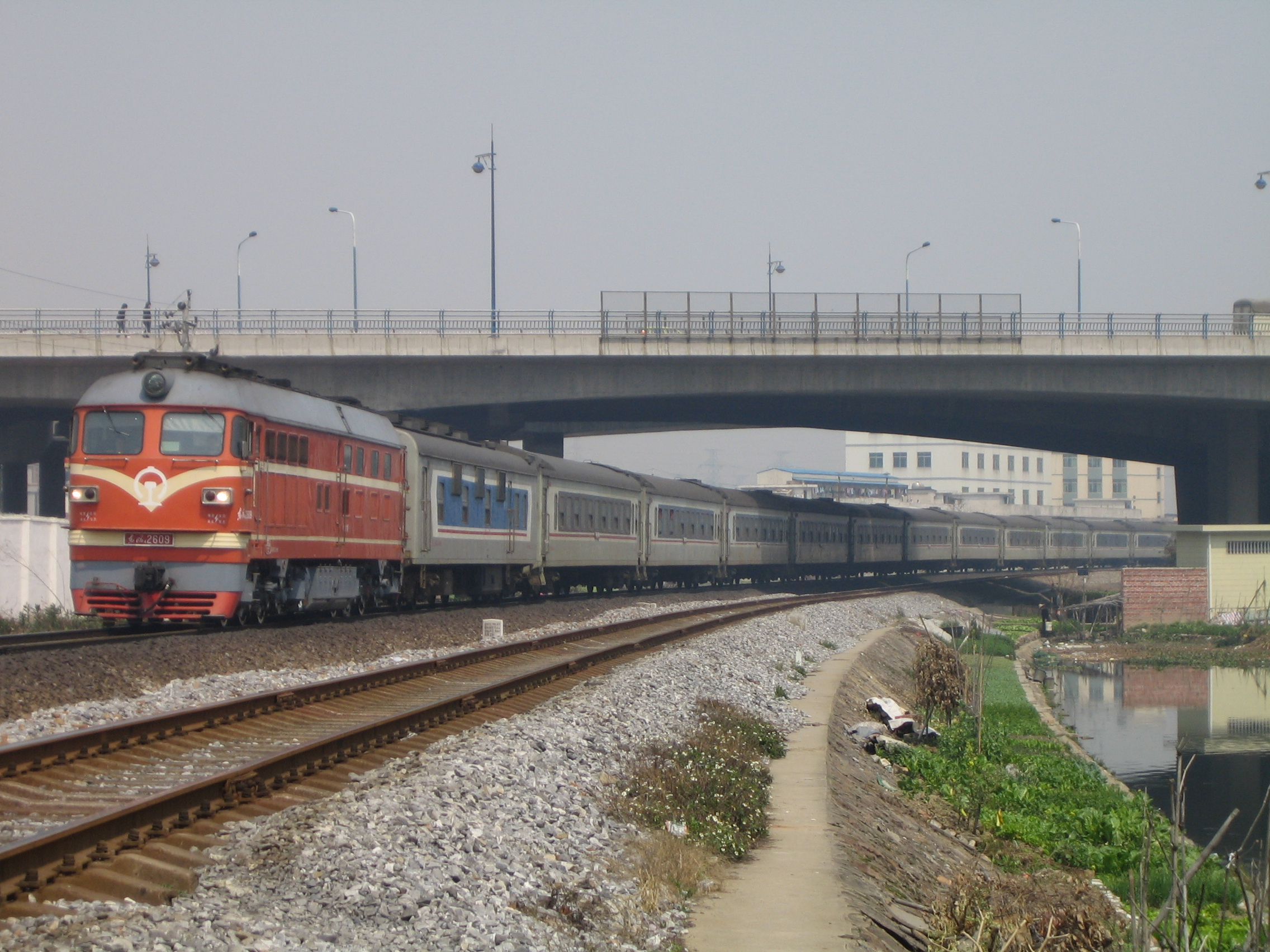
CR-Baureihe DF4 mit einem Personenzug in Foshan

#### Allgemeines
Alle chinesischen Provinzen werden heute von Reisezügen angefahren. Die durchschnittliche Reiselänge im Schienenverkehr stieg von 102 Kilometern im Jahr 1963 auf 518 Kilometer im Jahr 2012. Für Kurzstrecken von rund 50 Kilometern wird heute in der Regel das Auto verwendet, während die Bahn vorrangig für Reisen zwischen verschiedenen Provinzen verwendet wird. Da in den letzten Jahrzehnten viele Bewohner der westlichen Provinzen im wirtschaftsstarken Osten arbeiten, sind besonders die Ost-West-Verbindungen stark nachgefragt. Der Zug mit dem längsten Laufweg auf dem Netz der CR verkehrt mit 4979 km zwischen Guangzhou und Lhasa.
Im konventionellen Verkehr konnte die Zahl der Züge im Vergleich zum Hochgeschwindigkeitsverkehr in den letzten 10 Jahren nur geringfügig, um 2 % gesteigert werden.
Konventioneller Personenverkehr wird zu günstigen Konditionen angeboten; eine einfache Fahrt im Fernverkehr kostet ein Drittel des Fahrpreises des CRH-Hochgeschwindigkeitszugs und etwa ein Zehntel einer vergleichbaren Strecke in Frankreich, Deutschland oder Japan. Die günstigen Fahrkartenpreise führen jedoch insbesondere zur Hauptverkehrszeit Chunyun dazu, dass die Nachfrage nach Fahrkarten das Angebot übersteigt. Mehreren Funktionären des Eisenbahnministeriums wurde nachgewiesen, sich diesen Umstand zunutze gemacht zu haben, indem sie größere Mengen Fahrkarten für einen überteuerten Preis auf dem Schwarzmarkt verkaufen ließen.
Der Fahrkartenverkauf wird zu 80 % über das Internet abgewickelt, an Spitzentagen werden bis zu 13 Mio. Fahrkarten verkauft. In Gebieten, in denen kein Gleisanschluss besteht, wurden „gleislose Bahnhöfe“ eingeführt. Dort werden die Reisenden wie in einem Bahnhof abgefertigt und dann mit dem Bus zum nächsten „richtigen“ Bahnhof gefahren.

#### Fahrzeuge

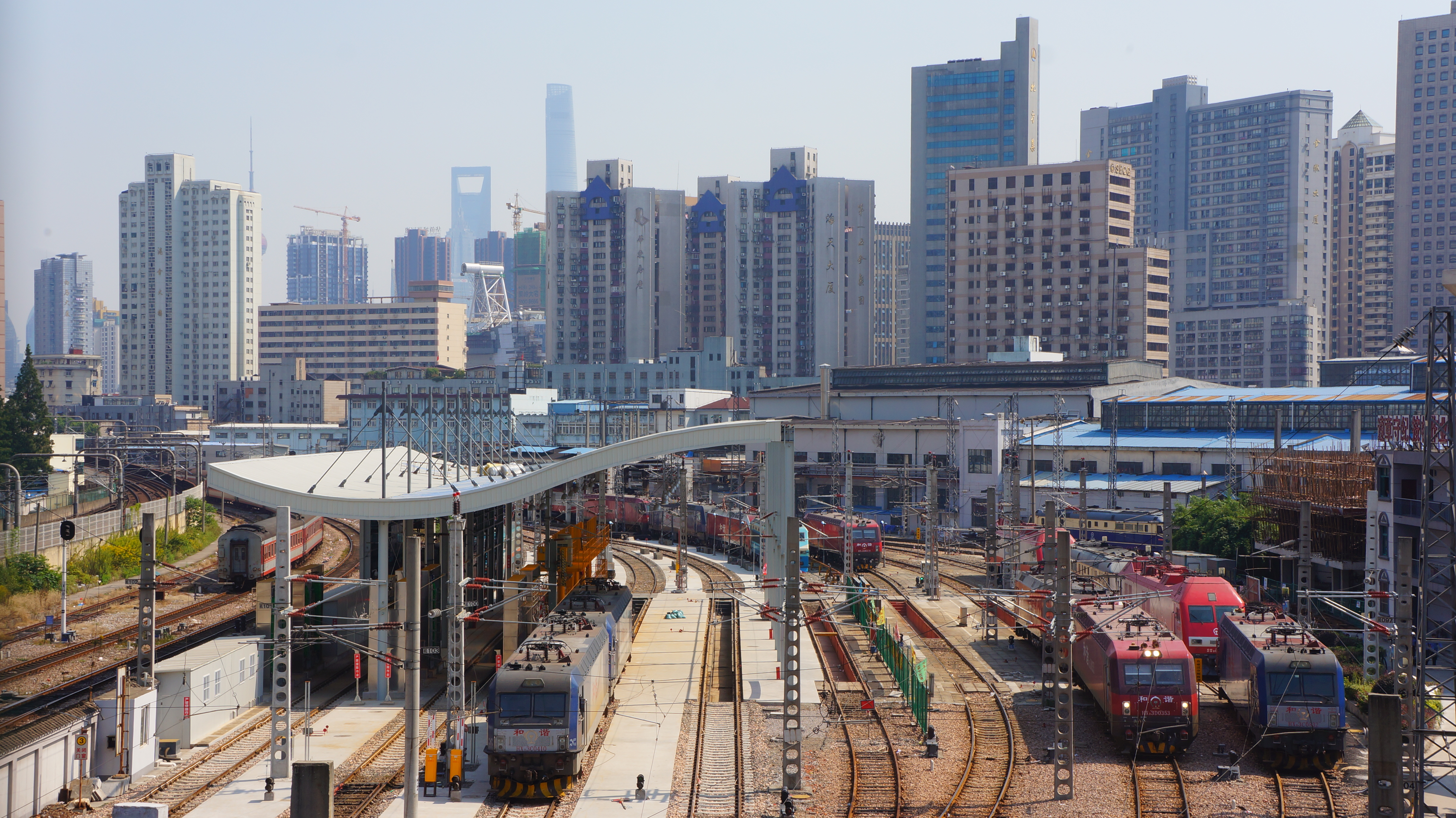
Unterschiedliche Elektrolokomotiven im Depot von Shanghai

Für den Personenverkehr werden unterschiedliche Lokomotiven vorgehalten. Auf nicht elektrifizierten Strecken werden häufig Diesellokomotiven der Baureihe DF4 und der Baureihe DF11 verwendet; auf elektrifizierten Strecken kommen unter anderem die Baureihe BJ und die Baureihe SS9 zum Einsatz. Auch die ursprünglich für den Güterverkehr konzipierten Lokomotiven der CR-Baureihe HXD3B werden oft im Personenverkehr verwendet.
Als Reaktion auf die zunehmend steigende durchschnittliche Reiselänge wurde die Zahl der Schlafwagen sukzessive erhöht. Waren im Jahr 1980 noch rund 3.000 Schlafwagen in China unterwegs, stieg die Zahl der Schlafwagen bis 2013 auf etwa 22.000 Wagen und entspricht somit annähernd dem Bestand an Sitzwagen, von denen 2013 24.000 Fahrzeuge im Verkehr standen. In Personenzüge mit Zugläufen über 500 Kilometern Länge werden heute in der Regel ebenso viele Schlafwagen wie Sitzwagen eingestellt. Des Weiteren verfügt die chinesische Staatsbahn über rund 2.400 Speisewagen sowie 2.000 Gepäckwagen.

## Güterverkehr

### Struktur und Verkehrsleistung

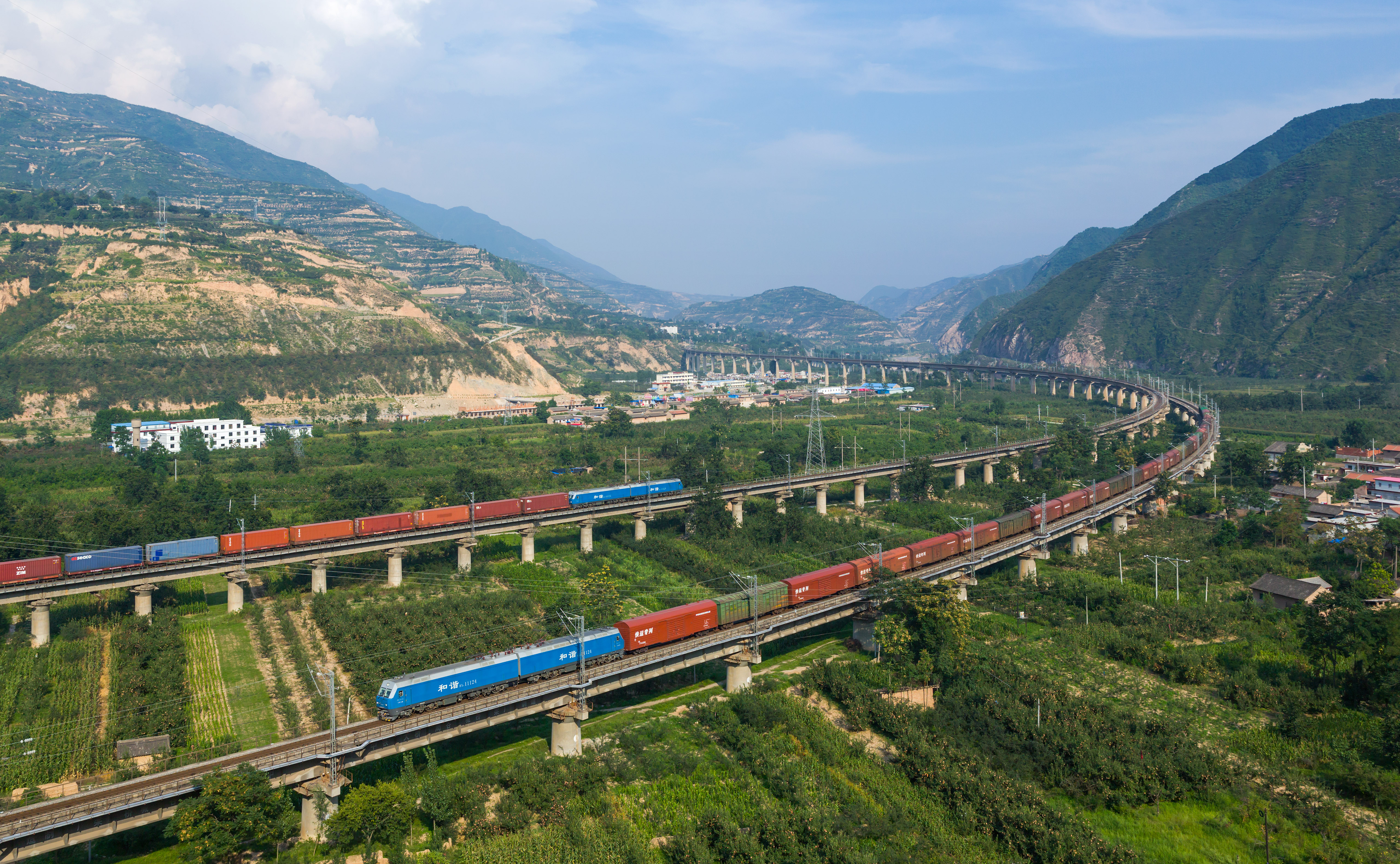
Zwei Güterzüge auf der Bahnstrecke von Lianyungang nach Lanzhou, einer vielbefahrenen West-Ost-Verbindung

Güterverkehr findet in China auf den meisten Bahnstrecken statt, in der Regel parallel zum Personenverkehr. 2012 wurden 3,9 Milliarden Tonnen Güter transportiert, die Zahl der Tonnenkilometer belief sich auf 2,693 Billionen. Die durchschnittliche Entfernung im Gütertransport belief sich in diesem Jahr auf 835 Kilometer. Die Eisenbahn wird in China hauptsächlich zum Transport von Rohstoffen und Massengut verwendet. Mit 55 % macht der Transport von Kohle den größten Anteil am chinesischen Güterverkehr aus. In der Provinz Shanxi befinden sich die größten Kohlevorkommen, gleichzeitig befinden sich dort 15 der 20 größten chinesischen Güterbahnhöfe. Die Bahnstrecken Datong–Qinhuangdao und Datong–Puzhou gehören zu den im Güterverkehr am stärksten frequentierten Strecken. Mit einem Anteil von 26 Prozent am Schienengüterverkehr sind Eisenerz und Stahl vertreten: Hier erfolgt der Transport von Erzabbaustätten im Westen Chinas zu Stahlwerken und anschließend zu den Seehäfen. Der übrige Güterverkehr setzt sich etwa zu gleichen Teilen aus Öl-, Düngemittel-, Nahrungs- und Containertransport zusammen.

Während der Schienengüterverkehr in absoluten Zahlen wächst, hat sein Anteil am gesamten Gütertransport seit den 1960er-Jahren kontinuierlich abgenommen. 1963 wurden noch 75 Prozent der Güter mit der Bahn transportiert, 1983 waren es noch 50 Prozent. Zu diesem Zeitpunkt lag der Anteil des Straßenverkehrs bei unter 10 Prozent, Straßentransporte wurden mit einer durchschnittlichen Entfernung von 30 Kilometern nur für kurze Strecken verwendet. Bis 2012 sank der Anteil der Bahn auf unter 20 Prozent, während der Straßenverkehr die 30-Prozent-Marke überschreiten konnte. Meistgenutzter Verkehrsträger im Güterverkehr ist heute die Binnenschifffahrt.

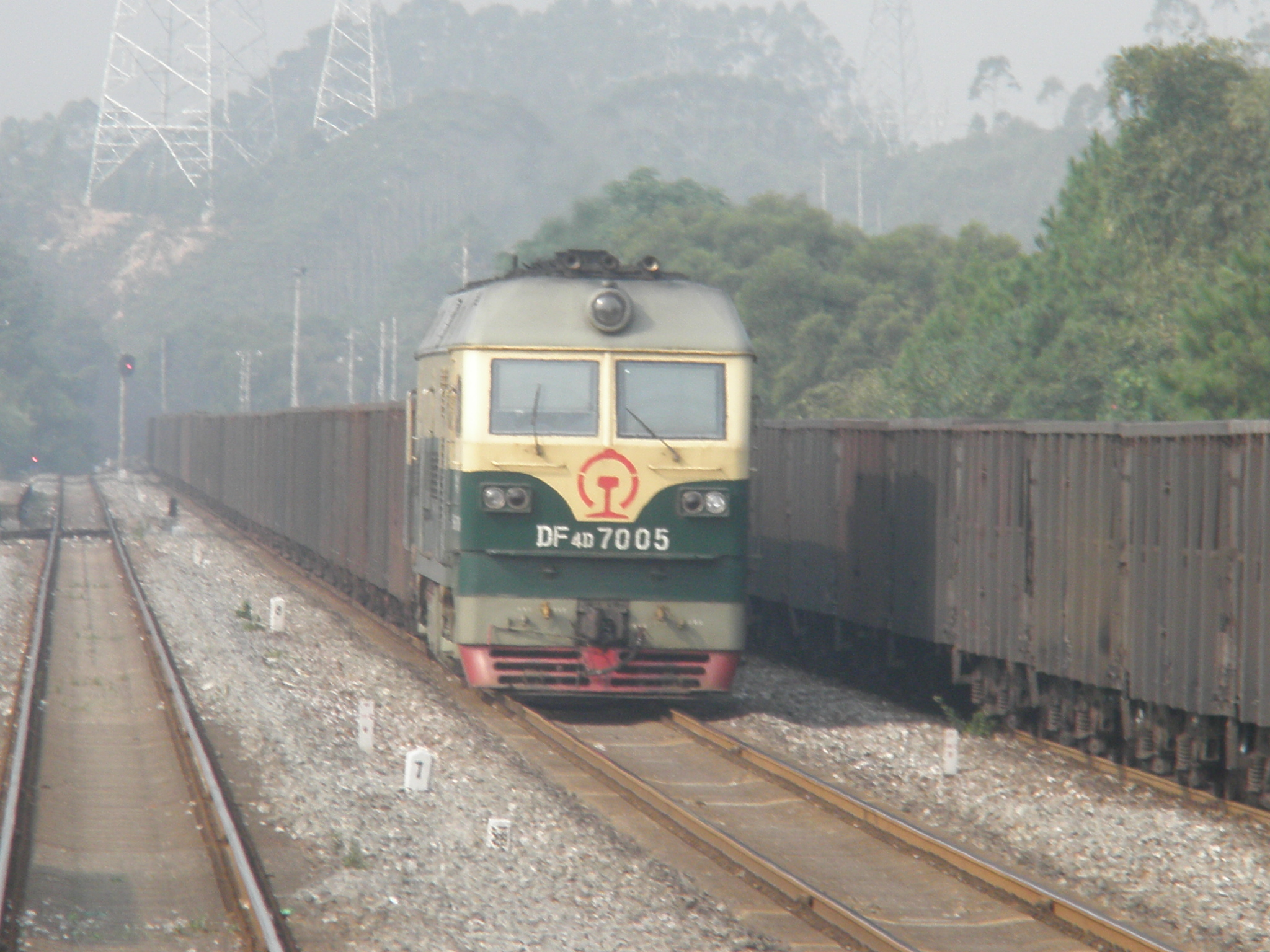
Kohlezüge erbringen rund die Hälfte des Güterverkehrs in China

Grund für die Verlagerung von Gütern auf andere Verkehrsträger ist die hohe Auslastung der Güterverkehrsstrecken. Statistisch gesehen werden pro Kilometer Gleis 1005,1 Tonnenkilometer jährlich transportiert, die Auslastung ist damit rund vierfach höher als in Deutschland, wo pro Kilometer Gleis 231,06 Tonnenkilometer transportiert werden. Es wird geschätzt, dass die Bahn nicht einmal die Hälfte des nachgefragten Verkehrsaufkommens bewältigt. Eine Just-in-time-Produktion mit Containerverkehr wird so erschwert. Unter den gegebenen Bedingungen ist ein zuverlässiger Containertransport durch die Bahn nicht möglich, ein Container von Hongkong nach Shanghai benötigt mit der Bahn fünf Tage. Der Schiffstransport dauert zwar ähnlich lange, ist aber deutlich preiswerter. Damit hält sich die Attraktivität des Schienentransports für Container in Grenzen. Als Gegenmaßnahme werden einzelne Strecken gezielt für den Containertransport ausgebaut und neue Kohletransportkorridore geschaffen, um die Überlastung der bestehenden Strecken zu mindern.

### Kurierdienst
Ein Tochterunternehmen der CR, CR-Express, hat seit 2011 in Zusammenarbeit mit den Hochgeschwindigkeitszügen einen Kurierdienst aufgebaut, der ähnlich dem IC-Kurierdienst funktioniert. Bedingt durch die Größe des Landes und zur Preisdifferenzierung werden dabei allerdings unterschiedliche Kategorien angeboten, die von Auslieferung am selben Tag bis zur Auslieferung innerhalb von drei Tagen reichen. 2019 waren 23 Städte an den Service angeschlossen. In Hochgeschwindigkeitszüge der neuesten Generation, Fuxing (CRH400AF), werden für den Dienst eigene Abteile eingebaut.

### Fahrzeuge

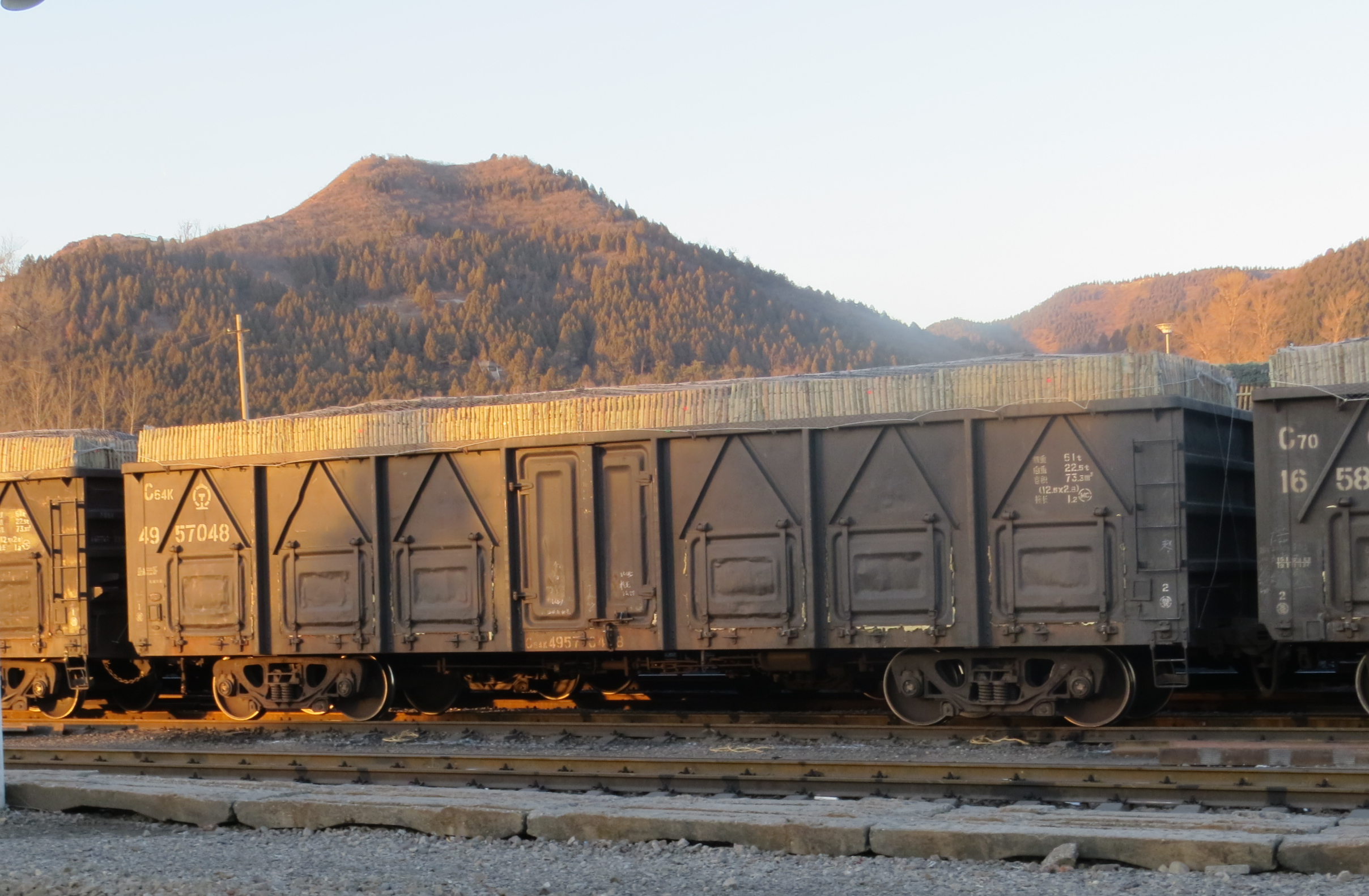
Offene Güterwagen sind charakteristisch für den chinesischen Güterverkehr

Bis in die 1980er Jahre wurden in China Dampflokomotiven hergestellt. 2003 zog die CR ihre letzten aus dem planmäßigen Verkehr. Ab den 1970er Jahren wurden verstärkt Diesellokomotiven eingeführt, Elektrolokomotiven ab den 1960er Jahren. Die meisten Streckenelektrifizierungen fanden aber erst ab den 1990er Jahren statt. Heute ist etwa die Hälfte des chinesischen Schienennetzes elektrifiziert, während die andere Hälfte mit Diesellokomotiven bedient wird.
Meistgebaute chinesische Diesellokomotive ist die Baureihe DF4, die seit 1969 mit rund 5000 Stück in Betrieb genommen wurde. Sie bespannt noch heute einen Großteil der Güterzüge auf nicht-elektrifizierten Strecken. Im Rangierdienst und langsamen Güterzugdienst ist die ab 2003 gebaute Baureihe DF7G häufig anzutreffen. Für den schweren Güterverkehr auf elektrifizierten Strecken werden Elektrolokomotiven eingesetzt, die von chinesischen Herstellern gemeinsam mit westlichen Fahrzeugherstellern entwickelt wurden. So verkehren 180 Lokomotiven auf Basis der Siemens ES64F4, 180 Doppellokomotiven auf Basis der Alstom Prima sowie 500 Maschinen der auf der MTAB IORE basierenden CR-Baureihe HXD3B.
Aufgrund der hohen Auslastung der chinesischen Güterverkehrsstrecken hat die Kapazität der Güterwagen stetig zugenommen. 1978 gab es je 100.000 Güterwagen mit einer Kapazität von 40 oder 50 Tonnen, hinzu kamen rund 75.000 Güterwagen mit einer Kapazität von 60 Tonnen. Seit Anfang der 1990er-Jahre werden nahezu keine Wagen mit 40 Tonnen Kapazität mehr eingesetzt, stattdessen erreichte die Zahl der 60 Tonnen fassenden Wagen im Jahr 1996 mit 350.000 Wagen ihren Höchststand. Durch die Modernisierungen zahlreicher Güterverkehrsstrecken wurde ab 2004 der Einsatz von über 70 Tonnen fassenden Güterwagen möglich. 2010 betrug der Gesamtbestand an Güterwagen 400.000 Stück und setzte sich zu gleichen Teilen aus Güterwagen mit einer Kapazität von 60 bis 70 Tonnen und aus Güterwagen mit einer Kapazität von über 70 Tonnen zusammen.

### Hochgeschwindigkeitsverkehr
Ende 2020 stellte CRRC den ersten Hochgeschwindigkeitszug für den Güterverkehr vor. Der Zug basiert auf einem Hochgeschwindigkeitszug für den Personenverkehr. Er besteht aus zwei End- und sechs Mittelwagen, die jeweils beidseitig und mittig 290 cm breite Ladetüren aufweisen. Er wird mit ULD-Containern beladen, wie sie auch für Luftfracht eingesetzt werden Der Zug ist für eine Höchstgeschwindigkeit von 350 km/h ausgelegt. Er soll in Relationen von 600–1500 km eingesetzt werden. Für den Transport der  gleichen Menge Güter verbraucht der Zug nur etwa 8 % der Energie, die für Luftfracht benötigt würde.

## Unfälle
Im Zeitraum ab 1948 bis in die 1980er Jahre besteht aufgrund des damals weitgehend verschlossenen Landes und einer entsprechenden Politik der Nicht-Information eine Informations-Lücke hinsichtlich der Eisenbahnunfälle, die sich in diesem Zeitraum ereignet haben.